# Râul Albioara
Râul Albioara este un afluent al râului Roșia. Cursul superior este cunoscut și sub numele de Râul Sohodol.

## Hărți
- Munții Pădurea Craiului  Arhivat în 16 ianuarie 2010, la Wayback Machine.
- Harta interactivă Munții Pădurea Craiului
- Harta munții Apuseni